# Copa Mundial de Rugby de 2033
La Copa Mundial Femenina de Rugby de 2033 será la duodécima edición del campeonato más importante de rugby femenino. 
El torneo se realizará en Estados Unidos, la sede fue asignada el 12 de mayo de 2022, junto con la realización del torneo femenino, Estados Unidos también organizará el Mundial Masculino de 2031.

## Sedes
Un total de 24 ciudades han expresado el interés de albergar partidos de la Copa, estas son: Atlanta, Austin, Baltimore, Birmingham, Boston, Charlotte, Chicago, Dallas, Denver, Houston, Kansas City, Los Ángeles, Miami, Minneapolis, Nashville, Nueva York, Orlando, Philadelphia, Pittsburgh, Phoenix, San Diego, San Francisco, Seattle y Washington D. C..

## Participantes
El torneo contará con 16 selecciones, medida adoptada que comenzará a aplicarse desde el Mundial de 2025, con la finalidad de hacer crecer el deporte a nivel mundial en la categoría femenina.